# Anca Grigoraș
Anca Grigoraș, född den 8 november 1957 i Comănești, Rumänien, är en rumänsk gymnast.
Grigoraș tog OS-silver i lagmångkampen i samband med de olympiska gymnastiktävlingarna 1976 i Montréal.